# Ferdinand Piatnik

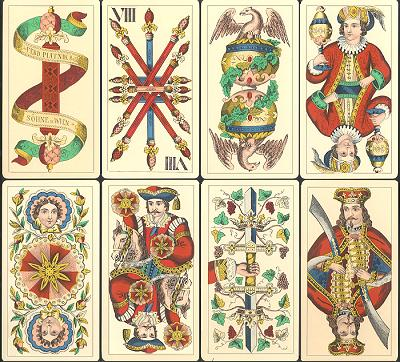
Piatnik-féle kártyalapok

Ferdinand Piatnik (magyarosan: Piatnik Nándor, Buda, 1819. október 14. – Vöslau, 1885. július 20.) kártyafestő, a Ferdinand Piatnik & Söhne Kártyagyár alapítója.

## Élete
Édesapja, Piatnik Ignác, gróf Nádasdy számvevője volt. Johann Gravatz játékkártya-készítőnél tanulta ki a kártyafestő mesterséget, majd Pozsonyban és Bécsben kezdett dolgozni. 1843-ban megvette Anton Moser húsz éve működő bécsi üzemét, és a világ egyik legsikeresebb játékgyártó cégévé tette. Később elvette Anton Moser özvegyét. Miután a három fia belépett a cégbe, a nevet megváltoztatták Piatnik & Söhnéra.
1885. július 20-án Vöslauban halt meg.